# Krv sam tvoja
Krv sam tvoja (in serbo Крв сам твоја?) è l'album di debutto della cantante montenegrina Jadranka Barjaktarović, pubblicato nel 2009 su etichetta discografica Grand Production. Include la canzone Tvoja noć i moja zora, con cui ha vinto il Festival di Cetinje nel 2007.

## Tracce
CD, download digitale
1. Gorela je zemlja – 4:05 (Dorijan Šetina, Bane Opačić)
2. Gola – 3:20 (Srđan Simić, Saša Milošević)
3. Slika i ram – 3:30 (Dorijan Šetina, Bane Opačić)
4. Krv sam tvoja – 3:31 (Dorijan Šetina, Bane Opačić)
5. Bedem – 3:38 (Saša Milošević, Zoran Marjanović)
6. Kad tela su vrela – 3:42 (Miloš Roganović, Bojan Vasić)
7. Laka – 3:07 (Dorijan Šetina, Bane Opačić)
8. Neotporna – 3:33 (Dorijan Šetina, Bane Opačić)
9. Tvoja noć i moja zora – 3:58 (Senad Drešević, Ruždija Krupa, Mirsad Serhatlić)